# Special Olympics World Summer Games 1972
Die 3. Special Olympics World Summer Games fanden vom 13. bis 18. August 1972  in Los Angeles, Kalifornien, USA statt.

## Bezeichnung
Die offizielle Bezeichnung lautete damals International Games, ab 1991 wurde von Special Olympics World Summer Games und Special Olympics World Winter Games gesprochen.

## Austragungsorte

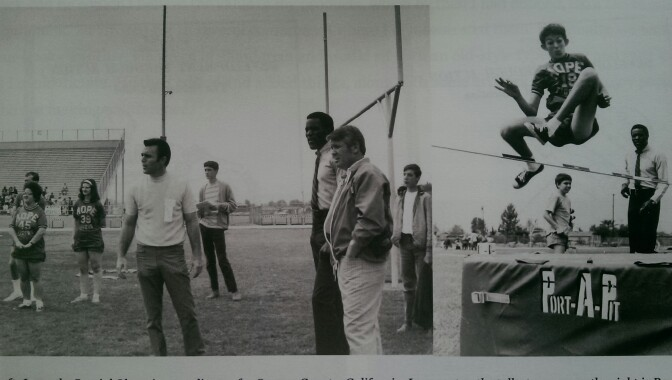
Rafer Johnson and Don Gordon bei den Spielen

Austragungsorte waren die University of California (UCLA) und das Santa Monica College.

## Teilnehmer

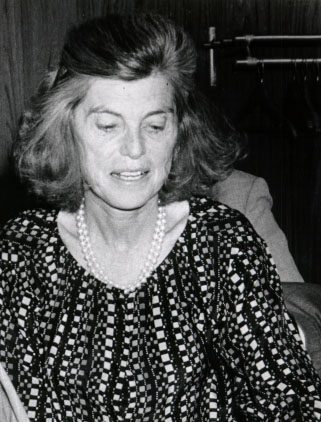
Eunice Kennedy-Schreiber, Gründerin von Special Olympics

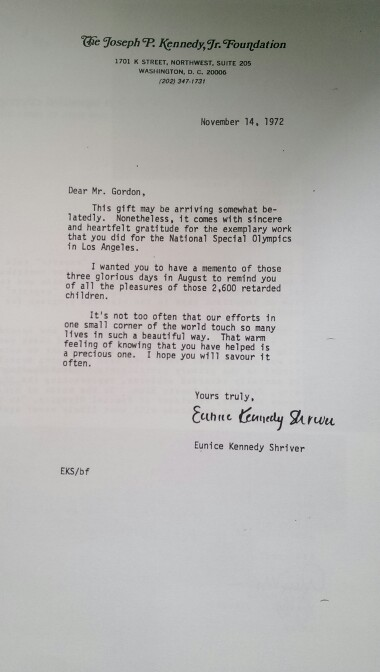
Dankesbrief von Eunice Kennedy-Shriver

Die Zahl der Teilnehmer wird in den Quellen mit 2.500, 2.600 bzw. 3.000 angegeben, die Zahl der teilnehmenden Nationen mit 3.
Die ehemaligen Zehnkampfgewinner Bill Toomey und Rafer Johnson waren Mitglieder des Special Olympics National Advisory Council, der die Spiele organisierte. Einer der Gäste war der Schauspieler Michael Landon. Auch die Kennedy-Familie war bei den Spielen vertreten, unter anderem mit Eunice Kennedy-Shriver, der Gründerin von Special Olympics.

## Finanzierung
Die Joseph P. Kennedy Jr. Foundation und Western Special Olympics waren Sponsoren.